# Црква Свете Софије (Охрид)
Света Софија, коју је у другој четвртини 11. века подигао охридски архиепископ Леон, хартофилакс велике цркве, први од Грка на архиепископској столици у Охриду.
Црква је рестаурисана у 12. веку. Тада је преправљен садашњи унутрашњи нартекс, који је уз то добио горе галерију, у коју се улазило степеништем, инсталираним у једном посебном простору на северној страни. На источној половини једнога свода у приземљу нартекса насликани су ктитори, у којима се, како изгледа, могу познати „први севастократор” Исак Комнен и његова супруга Ирена. Њихов син, Јован Комнен, охридски архиепископ, вероватно је као мирјанин, а под именом Јован, севаст Просеника, насликан на западном зиду нартекса. 1313/14. дозидао је уз западну фасаду цркве спољашњи нартекс са горњом галеријом охридски архиепископ Григорије, који се у натпису на западној фасади хвали, да је Мезима (Словенима) даровао законе.
Горња галерија овога нартекса живописана је у 14. веку, како изгледа, за владе цара Душана. Све су сигнатуре у живопису српско-словенске. У степеништу, мало пре поменутом, на источном зиду насликан је неки Јован деспот са супругом, са охридским архиепископом Николом (спомиње се 1336—1346), који је присуствовао крунисању Душана за цара, и са двоје деце. На источном зиду Григоријеве галерије налазили су се портрети цара Душана и супруге му Јелене пред Христом на престолу и Св. архиђаконом Стефаном. Портрети су данас сачувани само у најнижем делу. Ове фреске настале су између 1350. и 1355. године.
Св. Софија је као архиепископска црква играла важну улогу у историји Православне цркве. У њој су резидирали и архиепископи српскога порекла, како изгледа већ при крају 14 века: архиепископи Доротеј (свргнут 1468), Прохор (— 1560), Симеон (— 1561).
Црква представља тробродну тзв. оријенталну базилику, у којој су сва три брода под једним кровом. На цркви има три апсиде (средња је споља петострана, док су бочне и споља полукружне), од којих су обе бочне двокатне. Падају у очи крстасти сводови у приземљу унутрашњег нартекса. Спољашњи нартекс има две куле као бочне завршетке. Његово приземље представља један отворен портик, а његова горња галерија једну лођу, фланкирану двема капелама, које су пресвођене кубетима, изведеним на пандантифима. Уз северну страну цркве био је касније дозидан један отворен портик са колонадом.
У правој цркви има два слоја живописа. Први је из 11. века, а други из 12. до 13. Нарочито је интересантан живопис у горњој галерији спољашњег нартекса. Ту падају у очи многобројне сцене из легенде о прекрасном Јосипу.

## Фактографија
Цар Јустинијан је у 6. веку основао прву Архиепископију за Словене, у Охриду. Постојала су мишљења да је он поред Св. Софије у Цариграду градио и ону охридску. Ипак чинило се да је прво настала првобитна црква Св. Пантелејмона, па онда Св. Софија. Занимљиво је да има још претпоставки ко би могао бити ктитор охридске Софије. Помиње се поред архиепископа Леона Грка и неко од Палеолога, бугарски владар Михајло Борис или цар Самуило, док наш научник Влада Петковић препознаје у црквеној припрати владарску лозу Ђурђа Бранковића. Када је реч о византијском Палеологу, заиста је поред степеништа у припрати сачуван лик на фрески, неког византијског владара, у царској одежди са белим орловима, женом и два детета. Поред његове главе јасно је писало „Палеолог”. Словени су уништили ту прву хришћанску цивилизацију, па опет у 9. веку Св. Климент крштава незнабошце у Охриду. Од 11. века поново је успостављен јак византијски утицај у Охриду. Када је византијски цар Василије II уништио Самуилову државу, раселио је Словене и у Малу Азију, а ту колонизовао Грке и Јермене. Сматра се да су готово сви манастири подигнути у 11—12. веку били грчки. У 11. веку цар византијски шаље архиепископа Теофилакта највећег тумача Св. Писма после Св. Јована Златоустог. Управо Теофилакт саставља „Житије Св. Климента”. Турци су преобратили најлепше цркве у џамије, па и Св. Софију охридску. Око те бивше цркве-џамије било је много турских гробова, али и поломљених римских стубова и капитела, који се нађени на свим охридским гробљима. 
То је најстарија али и највећа црква у Охриду и краљевини, и 1933. године се за њу каже да је трошна склона паду. Од ње су тада биле веће једино цркве Св. Софије у Цариграду и руска у граду Софији. Пре балканских ослободилачких ратова 1912—1913. године, била је то џамија, па запустела. У њој је стари вредни живопис био готово уништен. Та „Велика црква” Охридска се спомиње последњи пут као хришћанска богомоља 1746. године. Ту је одржан последњи црквени сабор када је изабран корчански епископ Пајсије. Тада је Турци претварају у џамију; премалтеришу живопис, олтар затварају са предикаоницом од мермерних делова римских и византијских грађевина, скидају крстове и дозиђују минарет. Године 1912. војници српски су прве ноћи срушили минарет. У спољашњем нартексу који је подигнут у време цара Душана, узидан је комад мраморне фигуре, дела композиције „Борба кентаура са човеком — Херкулом?”. На таваници у олтару види се римског мозаика. Та црква је 1924. године врло трошна и оштећена, а споља око нартекса је „пуно ђубрета (и животињских лешева) које је ту бацано годинама”. Свод црквени је такође напукао, степениште срушено, под разбијен, фреске премазане или изгребане...Али за дивно чудо остало је најмање оштећено оно најлепше и најстарије, од живописа најстарији слој: Архиепископи, владаоци и анђели високо на зидовима „мирни у својој лепоти, сећају нас на нашу дивну прошлост”. — записао је књижевник Станислав Краков.